# Paula Blasi
Paula Blasi Cairol, née le 19 février 2003 à Esplugues de Llobregat, est une coureuse cycliste espagnole. 

## Biographie
Paula Blasi commence sa carrière sportive par les courses de demi-fond en athlétisme, ainsi que le duathlon et le triathlon. Après une blessure en février 2024 qui l'oblige à arrêter de courir, elle ne peut s'entraîner que sur son vélo et décide de rejoindre un club de cyclisme à 21 ans. 
Elle participe pour la première fois à des courses cyclistes en mars 2024 au sein de Massi-Baix Ter, un club amateur espagnol. Elle obtient immédiatement de nombreuses places sur le podium dans des courses nationales. Après avoir remporté les championnats de Catalogne sur route et en contre-la-montre, elle se classe septième du  championnat d'Espagne du contre-la-montre, remportant le titre national chez les espoirs (moins de 23 ans). Dans la seconde moitié de la saison, elle attire également l'attention en terminant quatrième au classement général du Tour de l'Avenir et du Tour de Toscane, où elle est également meilleur jeune.
Pour la saison 2025, elle rejoint l'équipe UAE Development, mais court principalement au sein de l'équipe World Tour UAE Team ADQ au cours de la première moitié de la saison. Lors du GP Liberazione, elle décroche la première victoire internationale de sa carrière. Deux semaines plus tard, elle remporte à nouveau un succès en France lors de la Pointe du Raz Ladies Classic. Le 14 mai 2025, grâce à ses bonnes performances, elle rejoint officiellement l'équipe World Tour UAE Team ADQ.

## Palmarès sur route

### Par années
- 2024
  -  Championne d'Espagne du contre-la-montre espoirs
  - Championne de Catalogne sur route
  - Championne de Catalogne du contre-la-montre
  - Trofeu Speed Republik
  - Volta Ciclista a Osona :
    - Classement général
    - 2e étape

  - 9e du championnat du monde sur route espoirs
- 2025
  - Championne de Catalogne sur route
  - GP Liberazione
  - Pointe du Raz Ladies Classic
  - La Périgord Ladies
  - 1re étape du Tour de Romandie (contre-la-montre)
  - 3e du championnat d'Espagne du contre-la-montre
  - 4e du Tour de Romandie

### Classements mondiaux
| Année                                 | 2024 |
| ------------------------------------- | ---- |
| Classement UCI                        | 476e |
|                                       |      |
| Légende : nc = non classéSource : UCI |      |